# باتريك كاربنتر
باتريك كاربنتر (بالإنجليزية: Patrick Carpentier)‏ مواليد 13 أغسطس 1971 في كيبك، كندا، هو سائق فورملا 1 كندي سابق.

## سباقات شارك فيها
- البطولة الأمريكية لسباق السيارات
- سلسلة إندي كار
- إنديانابوليس 500

## روابط خارجية
- باتريك كاربنتر على موقع Racing-Reference.info (الإنجليزية)
- باتريك كاربنتر على موقع DriverDB.com (الإنجليزية)